# Монта (Італія)
Монта́ (італ. Montà, п'єм. La Montà) — муніципалітет в Італії, у регіоні П'ємонт, провінція Кунео.
Монта розташована на відстані близько 490 км на північний захід від Рима, 34 км на південний схід від Турина, 60 км на північний схід від Кунео.
Населення — 4737 осіб (2014).
Щорічний фестиваль відбувається 17 січня. Покровитель — Святий абат Антоній (Sant'Antonio abate).

## Демографія
Населення за роками:

Станом на 1 січня 2023 року в муніципалітеті офіційно проживало 578 іноземців з 30 країн, серед них 265 громадян країн Євросоюзу та 4 громадяни України.

## Сусідні муніципалітети
- Канале
- Челларенго
- Чистерна-д'Асті
- Феррере
- Пралормо
- Санто-Стефано-Роеро
- Вальфенера